# Gerardo Flores Zúñiga
Gerardo "Jerry" Flores Zuñiga (nació el 5 de febrero de 1986 en Xochitepec, Morelos), es un exfutbolista y entrenador mexicano; se desempeñaba como lateral por derecha. 

## Trayectoria

### Futbolista
Primera División 'A'
Comenzó su carrera con el Club Zacatepec. Fue inscrito para disputar la Temporada 2003-2004; en vísperas del torneo Clausura 2004, el propietario de los Cañeros decidió trasladar la franquicia a Xochitepec y crear a los Leones de Morelos; con los Leones debutó enfrentando al Club León.
Para la Temporada 2004-2005 fue transferido a Celaya.
Para la Temporada 2005-2006, firmó con Rayados A, cuadro filial de Club de Fútbol Monterrey. Con el cuadro regio encontró regularidad y en dos años jugó 49 partidos y anotó en cuatro ocasiones.

### Monterrey
Su buen desempeño con Rayados A le valió para ser considerado por el "Piojo" Miguel Herrera, entrenador del primer equipo de Monterrey en el primer semestre del 2007. Debutó en la Primera División de México el 17 de febrero de 2007, enfrentando a Club Necaxa en el Estadio Tecnológico, en partido correspondiente a la Jornada 6 del Clausura 2007; jugó los 90 minutos y el partido finalizó 2-2. 

### Atlas
De cara al Apertura 2007 fue transferido a los Rojinegros del Atlas.
Durante tres torneos, con el primer equipo jugó 30 partidos y anotó en una oportunidad; con Académicos, filial de los Rojinegros en la Primera División 'A', disputó 13 partidos y marcó en dos ocasiones.

### Jaguares
Llegó a Jaguares de Chiapas para el Clausura 2009.

### Atlas (Segunda etapa)
Después de jugar con Jaguares retornó con los Rojinegros. 

### Cruz Azul
Para el Apertura 2011 fue transferido al Cruz Azul a petición del entrenador Enrique Meza.
En su primera etapa con la Máquina Celeste ganó la Copa México Clausura 2013 y la Liga de Campeones de la Concacaf 2013-14; conformó el plantel que acudió al Mundial de Clubes 2014, celebrado en Marruecos.   

### Toluca
Al concluir el Apertura 2015, Guadalajara, Club Tijuana, Club Santos Laguna y Toluca, mostraron interés en hacerse de los servicios de "Jerry", al final los Diablos Rojos llegaron a un acuerdo con Cruz Azul para contar con él. 
Con el conjunto Escarlata registró 34 partidos y un gol.

### Cruz Azul (Segunda etapa)
En diciembre de 2016 retornó a Cruz Azul. Se retiró con la Máquina Celeste al finalizar el Clausura 2019.

## Clubes

### Futbolista
| Club                     | País          | Año           | Partidos | Goles | Asist |
| ------------------------ | ------------- | ------------- | -------- | ----- | ----- |
| Club Zacatepec           | México        | Apertura 2003 | -        | -     | -     |
| Leones de Morelos        | México        | Clausura 2004 | 1        | 0     | 0     |
| Celaya                   | México        | 2004-2005     | -        | -     | -     |
| Rayados A (Cárnet)       | México        | 2005-2007     | 49       | 4     | 0     |
| Club de Fútbol Monterrey | México        | Clausura 2007 | 6        | 0     | 0     |
| Atlas                    | México        | 2007-2008     | 43       | 3     | 2     |
| Académicos (Cárnet)      | México        | 2007-2008     | 13       | 2     | 0     |
| Jaguares B (Cárnet)      | México        | Clausura 2009 | -        | -     | -     |
| Jaguares de Chiapas      | México        | 2009-2010     | 41       | 0     | 2     |
| Atlas                    | México        | 2010-2011     | 28       | 1     | 0     |
| Cruz Azul                | México        | 2011-2015     | 128      | 9     | 8     |
| Toluca                   | México        | 2016          | 34       | 1     | 5     |
| Cruz Azul                | México        | 2017-2019     | 28       | 1     | 0     |
| Total carrera            | Total carrera | Total carrera | 371      | 21    | 17    |

### Estadísticas
Actualizado al último partido jugado el 5 de noviembre de 2018.
| Rayados A · México | 2.ª                 | 2005-06             | 31  | 2  | -  | - | -  | - | 31  | 2  | 0.07 |
| Rayados A · México | 2.ª                 | 2006-07             | 18  | 2  | -  | - | -  | - | 18  | 2  | 0.11 |
| Rayados A · México | Total               | Total               | 49  | 4  | 0  | 0 | 0  | 0 | 49  | 4  | 0.08 |
| C. F. Monterrey · México | 1.ª                 | 2007                | 6   | 0  | -  | - | -  | - | 6   | 0  | 0.00 |
| C. F. Monterrey · México | Total               | Total               | 6   | 0  | 0  | 0 | 0  | 0 | 6   | 0  | 0.00 |
| Académicos de Atlas · México | 2.ª                 | 2007                | 10  | 2  | -  | - | -  | - | 10  | 2  | 0.20 |
| Académicos de Atlas · México | 2.ª                 | 2008                | 3   | 0  | -  | - | -  | - | 3   | 0  | 0.00 |
| Académicos de Atlas · México | Total               | Total               | 13  | 2  | 0  | 0 | 0  | 0 | 13  | 2  | 0.15 |
| Atlas F. C. · México | 1.ª                 | 2007-08             | 20  | 1  | -  | - | 13 | 2 | 32  | 3  | 0.11 |
| Atlas F. C. · México | 1.ª                 | 2008                | 10  | 0  | -  | - | -  | - | 10  | 0  | 0.00 |
| Atlas F. C. · México | 1.ª                 | 2010-11             | 28  | 1  | -  | - | -  | - | 28  | 1  | 0.03 |
| Atlas F. C. · México | Total               | Total               | 58  | 2  | 0  | 0 | 13 | 2 | 71  | 4  | 0.05 |
| Jaguares de Chiapas · México | 1.ª                 | 2009                | 16  | 0  | -  | - | -  | - | 16  | 0  | 0.00 |
| Jaguares de Chiapas · México | 1.ª                 | 2009-10             | 22  | 0  | -  | - | 3  | 0 | 25  | 0  | 0.00 |
| Jaguares de Chiapas · México | Total               | Total               | 38  | 0  | 0  | 0 | 3  | 0 | 41  | 0  | 0.00 |
| Cruz Azul · México | 1.ª                 | 2011-12             | 21  | 2  | -  | - | 6  | 0 | 27  | 2  | 0.07 |
| Cruz Azul · México | 1.ª                 | 2012-13             | 40  | 4  | 4  | 0 | -  | - | 44  | 4  | 0.09 |
| Cruz Azul · México | 1.ª                 | 2013-14             | 12  | 0  | -  | - | 6  | - | 12  | 0  | 0.00 |
| Cruz Azul · México | 1.ª                 | 2014-15             | 27  | 3  | -  | - | 4  | - | 27  | 3  | 0.11 |
| Cruz Azul · México | 1.ª                 | 2015                | 5   | 0  | 3  | 0 | -  | - | 9   | 0  | 0.00 |
| Cruz Azul · México | 1.ª                 | 2017-18             | 17  | 0  | 6  | 0 | -  | - | 23  | 0  | 0.00 |
| Cruz Azul · México | 1.ª                 | 2018-19             | 5   | 1  | -  | - | -  | - | 5   | 1  | 0.20 |
| Cruz Azul · México | Total               | Total               | 127 | 10 | 13 | 0 | 16 | 0 | 147 | 10 | 0.06 |
| Toluca · México | 1.ª                 | C-2016              | 10  | 0  | -  | - | 4  | - | 14  | 0  | 0.00 |
| Toluca · México | 1.ª                 | A-2016              | 15  | 1  | 5  | 0 | -  | - | 20  | 1  | 0.02 |
| Toluca · México | Total               | Total               | 25  | 1  | 5  | 0 | 4  | 0 | 34  | 1  | 0.01 |
| Total en su carrera | Total en su carrera | Total en su carrera | 316 | 19 | 18 | 0 | 23 | 2 | 357 | 21 | 0.05 |
| (1) Incluye datos de Copa México (2013-17). (2) Incluye datos de InterLiga y Copa Libertadores. (3) No incluye goles en partidos amistosos. |                     |                     |     |    |    |   |    |   |     |    |      |

## Selección nacional de México

### Sub-17
En el 2003, el entrenador Humberto Grondona, convocó a Flores para integrar la selección que disputaría la Copa Mundial de Fútbol Sub-17 de 2003 en Finlandia; Flores jugó todos los encuentros y anotó una vez, ante China. México perdió 0-2 contra Argentina en cuartos de final.   

#### Participación
| Mundial                               | Sede      | Resultado      | Partidos | Goles |
| ------------------------------------- | --------- | -------------- | -------- | ----- |
| Copa Mundial de Fútbol Sub-17 de 2003 | Finlandia | 4tos. de final | 4        | 1     |

| Fecha        | Estadio                   | Encuentro      | Resultado |
| ------------ | ------------------------- | -------------- | --------- |
| 13 de agosto | Estadio Finnair, Helsinki | Fecha 1        | 0-0       |
| 16 de agosto | Estadio Finnair, Helsinki | Fecha 2        | 0-2       |
| 19 de agosto | Estadio Finnair, Helsinki | Fecha 3        | 3-3       |
| 23 de agosto | Estadio de Lahti, Lahti   | 4tos. de final | 0-2       |

Gol
| Fecha        | Rival | Gol | Resultado | Competencia    |
| ------------ | ----- | --- | --------- | -------------- |
| 19 de agosto | China |     | 3-3       | Mundial Sub-17 |

### Absoluta
Debutó con la Selección mayor el 17 de abril de 2013, en un encuentro amistoso ante Perú, celebrado en Candlestick Park, en San Francisco, California. 
El "Chepo" José Manuel de la Torre, convocó de nueva cuenta a "Jerry" en mayo del mismo año, para enfrentar en un partido amistoso a Nigeria y para encarar los juegos de eliminatoria para la Copa Mundial de la FIFA 2014 ante Jamaica, Panamá y Costa Rica. Integró el plantel que acudió a la Copa FIFA Confederaciones 2013 en Brasil.
En el 2015 regresó a las convocatorias del Tri, en esta ocasión dirigida por Miguel Herrera. Formó parte del plantel que acudió a la Copa América 2015 celebrada en Chile.
Con el conjunto Tricolor Flores jugó 15 partidos, el último fue ante Senegal, el 10 de febrero de 2016, en un encuentro amistoso llevado a cabo en Marlins Park ubicado en Miami, Estados Unidos; México ganó 2-0; Flores jugó 68 minutos y fue sustituido por el "Piloto" Israel Jiménez. 
|                    | PJ | Minutos | Goles | Asistencias | Periodo   |
| ------------------ | -- | ------- | ----- | ----------- | --------- |
| Selección mexicana | 15 | 1,029   | 0     | 1           | 2013-2016 |

#### Participaciones en fases finales
Copa FIFA Confederaciones 2013
| Certamen                       | Sede   | Resultado      | Partidos | Goles |
| ------------------------------ | ------ | -------------- | -------- | ----- |
| Copa FIFA Confederaciones 2013 | Brasil | Fase de grupos | 2        | 0     |

Copa América 2015
| Certamen          | Sede  | Resultado      | Partidos | Goles |
| ----------------- | ----- | -------------- | -------- | ----- |
| Copa América 2015 | Chile | Fase de grupos | 3        | 0     |

## Palmarés

### Futbolista
Campeonatos nacionales
| Categoría   | Título                    | Club      | País   |
| ----------- | ------------------------- | --------- | ------ |
| Copa México | Copa México Clausura 2013 | Cruz Azul | México |
| Copa México | Copa México Apertura 2018 | Cruz Azul | México |

Campeonato internacional
| Título                                   | Club      | País   | Año  |
| ---------------------------------------- | --------- | ------ | ---- |
| Liga de Campeones de la Concacaf 2013-14 | Cruz Azul | México | 2014 |